# Canção para Ninar Menino Grande
Canção para Ninar Menino Grande é uma novela publicada originalmente em 2018 pela editora Unipalmares, escrita por Conceição Evaristo, que explora profundamente questões de gênero, raça e relações afetivas.
O livro foi adicionado para a lista de leituras obrigatórias da Fuvest 2026.

## Enredo
A história gira em torno de Fio Jasmin, um atraente homem negro que trabalha como ajudante de maquinista e se relaciona com diversas mulheres. Alguns exemplos das amantes de Fio, que trai regularmente sua esposa Pérola Maria são:
- Juventina Maria Perpétua
- Neide Paranhos da Silva
- Angelina Devaneia Cruz
- Aurora Correa Liberto
- Dolores dos Santos
- Dalva Ruiva[3]

## Temas
A obra apresenta elementos distintivos que a caracterizam:
- Narrativa em primeira pessoa plural ("nós"), que cria uma proximidade especial com as personagens[4]
- Uso de uma narradora que afirma estar contando histórias que ouviu, criando uma atmosfera oral e compartilhada[4]
- Presença de elementos fantásticos sutis que permeiam o cotidiano[1]
- Uso de uma linguagem peculiar, especialmente na dicção mineira, com ausência de pronomes reflexivos[1]

## Contexto
A obra apresenta alguns temas fundamentais:
- Masculinidade Negra: Explora as construções sociais da masculinidade através da figura de Fio Jasmin, que foi marcado desde jovem pelo racismo ao perder o papel de príncipe na escola por ser negro[4]
- Dororidade: Conceito que se refere à dor específica vivenciada por mulheres negras, resultante da interseção entre machismo e racismo [4]
- Poder Feminino: Inspirado na tradição iorubá, onde o reconhecimento mútuo é fundamental para a existência[4]
- Sororidade: As relações entre as mulheres são centrais, criando uma rede de apoio e compreensão mútua[4]

Em síntese, a obra representa uma reflexão profunda sobre gênero, raça e afeto, apresentando uma narrativa que, apesar de ter um homem como figura central, é essencialmente feminina em sua perspectiva e abordagem.